# Val d'Arol
 (novembre 2017).
Si vous disposez d'ouvrages ou d'articles de référence ou si vous connaissez des sites web de qualité traitant du thème abordé ici, merci de compléter l'article en donnant les références utiles à sa vérifiabilité et en les liant à la section « Notes et références ».
Le Val d'Arol est un ruisseau français  situé dans les Vosges.

## Géographie
D'une longueur de 13,9 km, la source du ruisseau se trouve à Girovillers-sous-Montfort, sur la commune de Domjulien, dans le département des Vosges. Il traverse plusieurs villages avant de se jeter dans la rivière le Madon à Mirecourt.

## Littérature
Un livre Monsieur Lebon, ancien berger du Val d'Arol raconte l'histoire d'un habitant de la vallée